# 射带紫云蛤
射带紫云蛤（学名：Psammobia raditia），是帘蛤目紫云蛤科紫云蛤属的一种。主要分布于中国大陆、台湾，常栖息在潮间带至潮下带10米左右。